# Eli Kohen
Eli Kohen (hebrejsky אלי כהן‎, celým jménem Elijahu ben Ša'ul Kohen; 26. prosince 1924, Alexandrie – 18. května 1965, Damašek) byl izraelský špion, který je v Izraeli považován za národního hrdinu. Je znám pro svou práci v Sýrii, kde se mu pod falešnou identitou Kámila Amína Thábita podařilo navázat úzké styky s politickými a vojenskými elitami a stát se vrchním poradcem na ministerstvu obrany. V roce 1965 byl nakonec odhalen, jako špion odsouzen k trestu smrti a popraven. Zpravodajské informace, které shromáždil, sehrály významnou úlohu v izraelském vítězství v šestidenní válce o dva roky později. Stal se prvním izraelským špionem, který byl chycen a popraven jako Izraelec.

## Mládí a život v Egyptě
Narodil se v Alexandrii v Egyptském království do ortodoxní a sionisticky smýšlející rodiny syrských Židů původem z Aleppa. Dostalo se mu tradičního židovského vzdělání a v mládí toužil být rabínem a učitelem. Jako dvacetiletý mladík byl v Káhiře v lednu 1945 pohnut při soudním procesu se dvěma příslušníky židovské radikální skupiny Lechi, Elijahu Bejt Curim a Elijahu Chakimem, kteří spáchali atentát na antisemitsky smýšlejícího vysokého britského komisaře lorda Moyna. Podílel se na organizování demonstrací na podporu atentátníků odsouzených k trestu smrti, ale jeho snažení nemělo žádný úspěch. V lednu 1947 se přihlásil do egyptské armády, avšak byl shledán nezpůsobilým z důvodu sporné loajálnosti. Ve svém rodném městě studoval strojírenství na Farúkově univerzitě, napadali jej však příslušníci Muslimského bratrstva a nakonec byl v roce 1949 pro svůj židovský původ vyloučen. Téhož roku přesídlili do nově vzniklého Izraele jeho rodiče a tři bratři, podobně jako mnoho dalších židovských rodin z Egypta. Kohen však zůstal, aby koordinoval židovské a sionistické aktivity v zemi.
V roce 1951, kdy v Egyptě došlo k vojenskému převratu, byl za své sionistické aktivity zatčen a vyslýchán. Hovořil francouzsky, hebrejsky a arabsky. V roce 1954 byl kontaktován izraelskou zpravodajskou službou Mosad a požádán o nápomoc agentům operujícím v Egyptě (operace Susannah). Po jejich odhalení byl zatčen, ale pro nedostatek důkazů propuštěn. V létě 1955 odjel do Izraele, kde podstoupil intenzivní zpravodajský výcvik zaměřený na sabotážní činnost a komunikaci a následujícího roku se do Egypta vrátil. Byl však podezírán a neustále sledován. Na začátku Suezské krize na podzim 1956 byl zadržen a na jejím konci byl společně s posledními alexandrijskými Židy vyhoštěn. S pomocí Židovské agentury emigroval do Izraele, kam připlul 8. února 1957 na palubě lodě plující z Neapole.

## Izrael a zpravodajské služby
V roce 1957 byl naverbován izraelskou armádou a stal se analytikem kontrarozvědky vojenské zpravodajské služby Aman. Práce jej však nudila, a proto usiloval o přechod k Mosadu. Ten jej však odmítl a uražený Kohen rezignoval na svou pozici u vojenské rozvědky. Následující dva roky pracoval jako archivář v telavivské pojišťovně. Dne 31. srpna 1959 se oženil s iráckou Židovkou Nadjou Madžaldovou, s níž se usadil ve městě Bat Jam. Společně měli tři děti: Sofii, Irit a Šaje.
Mosad nakonec Kohena naverboval poté, co jeho generální ředitel Me'ir Amit narazil na Kohenovu složku mezi odmítnutými kandidáty, když hledal agenta, který by infiltroval syrskou vládu. Po dva týdny byl proto tajně sledován, načež bylo vyhodnoceno, že se hodí pro nábor a výcvik. Kohen byl vyrozuměn, že se jej Mosad rozhodl přijmout, a podstoupil intenzivní půlroční výcvik, jehož zaměřením bylo ovládání zbraní, topografie, sabotáže, práce s vysílačkou a používání šifer. Podle závěrečné zprávy měl na konci výcviku všechny předpoklady pro to stát se operativcem (kaca).
Poté mu byla vytvořena nová falešná identita syrského obchodníka Kámila Amína Thábita (arabsky كامل أمين ثابت‎), pocházejícího z rodiny syrských muslimů z libanonského Bejrútu. Podle smyšleného životopisu se jeho rodiče v roce 1933 přestěhovali do Egypta a v roce 1948 do Argentiny, kde si otevřeli textilní obchod. Kámil se měl následně vrátit do Sýrie, aby splnil svou vlasteneckou povinnost vůči rodné zemi. Jedním z nejobtížnějších úkolů spojeným s novou identitou bylo pro Kohena osvojení si složitého přízvuku syrské arabštiny a potlačení jeho nesporného egyptského akcentu.
Počátkem roku 1961 bylo schváleno Kohenovo nasazení pod krycím jménem Menaše. Pro větší věrohodnost falešné identity odjel do Argentiny a usadil se v Buenos Aires. Začal vystupovat jako bohatý obchodník, milující noční život a velkoryse utrácející peníze. Brzy se mu podařilo navázat řadu kontaktů mezi politiky, diplomaty a armádními úředníky ze syrského velvyslanectví v Argentině. Jedním z nich byl i Háfiz al-Asad, pozdější syrský prezident. Po krátké době se Kohenovi podařilo získat pozvání do Sýrie a nabídky na účast v obchodech a investicích do syrské ekonomiky.
Po devíti měsících pobytu v Argentině odjel Kohen do Izraele. Zde se setkal s manželkou Nadjou (o jeho práci netušila) a dětmi a také se svými řídícími orgány z Amanu (jednotka, pod kterou Kohen v té době spadal, byla pod Mosad převedena až později). Ti byli nadšeni množstvím získaných kontaktů mezi syrskými vojáky, politiky a diplomaty.

### Mise v Sýrii
Počátkem roku 1962 se přestěhoval do Sýrie, kam připlul na zaoceánském parníku Astoria, na který se nalodil 1. ledna v italském Janově. Usadil se v Damašku a několik dní po svém příjezdu se vzdal argentinského státního občanství. Během několika let se mu podařilo získat důvěru velkého počtu syrských armádních a vládních úředníků. Když se v roce 1963 strana Baas dostala k moci, byl již Kohen pevně usazený v syrské „lepší“ společnosti.
Do Izraele se pravidelně vracel, aby byl vyslechnut svými řídícími orgány (při reorganizaci v roce 1964 byla Jednotka 118 jejímž byl příslušníkem, převedena z Amanu pod pravomoc Mosadu) a aby se setkal se svou manželkou a dětmi. V listopadu 1964 vyjádřil Kohen obavu ze změn, ke kterým došlo v syrské správě (šéf syrského zpravodajství plukovník Ahmad Suidani jej neměl rád a nevěřil mu) a žádal o ukončení svého nasazení. Na žádost řídících důstojníků z Mosadu se ale ještě jednou do Sýrie vrátil.
Ve svém domě v Damašku pořádal divoké orgie, vysokým vojenským a vládním činitelům poskytoval útočiště pro jejich milostné pletky. Při alkoholických večírcích předstíral opilost a jen poslouchal bezstarostně mluvící vysoké vládní úředníky. Navíc si mnoho z nich zavázal poskytnutím půjček. Během svého nasazení v Sýrii Kohen navázal řadu důležitých přátelských vztahů se syrskými generály a politiky z vládní strany Baas. Dokonce se uvažovalo o Kohenovi jako o možném ministrovi syrské vlády.
Další z úspěchů může být apokryfní, ale existuje domněnka, že je zodpovědný za vysázení eukalyptů kolem palebných pozic syrské armády mířících na Izrael z Golanských výšin. Kohen argumentoval tím, že eukalypty budou syrským vojákům poskytovat stín v tamním nehostinném prostředí. Tuto informaci posléze předal i Izraelcům. Izraelští vojenští piloti během Šestidenní války pak měli díky eukalyptům přesně označené syrské palebné pozice a zaměřovali na ně palbu. V doprovodu syrských důstojníků měl možnost několikrát navštívit Golanské výšiny. Díky své fenomenální paměti byl schopen později svým řídícím důstojníkům přesně popsat umístění většiny kulometných hnízd a dokonce i protitankových pastí. Získal a předal Izraeli plány syrského projektu na odvedení horního toku řeky Jordán z Izraele (řeka Jordán pokrývá 30% izraelské spotřeby vody). Jeho návštěvy Golanských výšin jsou v Izraeli dodnes líčeny až v legendární (a nepodložené) podobě. Podle některých odborníků na zpravodajskou činnost bylo možné plány syrské obrany Golanských výšin snadněji získat leteckým a pozemním průzkumem.
Kohen se také zabýval sběrem informací o syrských vojenských pilotech. Znal jejich skutečná i krycí jména včetně rodinných poměrů. Existují domněnky, že tyto informace Izrael využil během Šestidenní války při syrském pokusu o bombardování Tel Avivu; když se totiž syrští piloti se svými letadly přiblížili k cíli, informoval je Mosad, že zná jejich identitu i identitu jejich rodinných příslušníků a že pokud udeří na izraelské cíle, budou jejich rodinní příslušníci zabiti. Syrští piloti prý svrhli bomby do moře a ohlásili na základnu splnění úkolu.[zdroj?]
Podle bratra Maurice Kohena byl Eli dokonce třetí v pořadí mezi nejvážnějšími kandidáty na funkci syrského prezidenta.[zdroj?]

### Dopadení
Kohen byl kritizován zejména za porušování pravidel konspirace. Vysílačku, s jejíž pomocí předával informace do Izraele, používal příliš často (dokonce odvysílal zprávu, v níž dával najevo své zklamání z prohry izraelské fotbalové reprezentace), neměnil frekvence a dokonce vysílal stále ve stejnou dobu (8:30 ráno). Jeho vysílání bylo také neúměrně dlouhé (až devět minut), takže byl později poměrně snadno zaměřen.
V lednu 1965 došlo k vystupňování syrských snah o dopadení vysoce postaveného špiona. Bylo nastoleno rádiové ticho, ve vybraných oblastech Damašku byla vypínána elektřina a za pomoci sovětského sledovacího zařízení a za asistence sovětských expertů pátráno po nelegálním vysílání. Tak se nakonec Kohena podařilo 24. ledna dopadnout při vysílání do Izraele. Po dopadení byl opakovaně vyslýchán a mučen.

### Proces a poprava

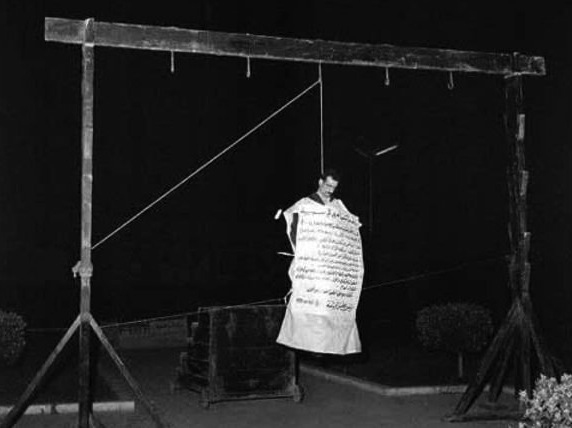
Oběšený Eli Kohen na šibenici uprostřed náměstí v Damašku bezprostředně po popravě 18. května 1965

Dne 8. května 1965 Kohen stanul v soudním procesu před vojenským tribunálem, který mu odepřel právního zástupce, byl shledán vinným ze špionáže a odsouzen k trestu smrti bez možnosti odvolání. Izraelská ministryně zahraničních věcí Golda Meirová po vynesení rozsudku zahájila mezinárodní kampaň za zmírnění Kohenova trestu. Izrael za tímto účelem Sýrii nabídl propuštění všech Syřanů vězněných v Izraeli, což by nebylo s největší pravděpodobností dodrženo. Zároveň naléhal na vlády různých států světa (včetně Sovětského svazu), aby se pokusily přimět Sýrii k přehodnocení trestu. Učinili tak například papež Pavel VI. a vlády Francie, Belgie či Kanady. Navzdory tomu byl Kohen nakonec 18. května 1965 v Damašku veřejně popraven oběšením na náměstí Mučedníků. Jeho popravě přímo na místě přihlíželo na deset tisíc lidí, zároveň byla v přímém televizním přenosu vysílána v zemích arabského světa. Poté přes něj byla přehozena látka s antisionistickými nápisy a jeho tělo bylo na šibenici ponecháno ještě dalších šest hodin.
Pro syrskou vládu byl rozsah Kohenovy aféry mimořádně zahanbující a deset měsíců po jeho popravě byla 23. února 1966, i velkou měrou díky této aféře, svržena při vnitrostranickém vojenském převratu.

### Repatriace Kohenových ostatků
Místo posledního odpočinku Eli Kohena není známé a syrský režim Háfize a posléze i Bašára al-Asada opakovaně odmítal všechny žádosti Kohenovy rodiny a Izraele o navrácení jeho ostatků. V únoru 2007 turecká vláda oznámila, že je připravena zprostředkovat návrat ostatků Eliho Kohena ze Sýrie do Izraele. V srpnu 2008 se k jeho osudu vyjádřil Monjer Motsley, bývalý šéf úřadu někdejšího syrského prezidenta Hafíze al-Asada. Uvedl, že nikdo v Sýrii nezná přesné místo Kohenova hrobu, a že v minulosti byly jeho ostatky několikrát pohřbeny na třech různých místech, aby se tak předešlo zásahu izraelských sil majícího za cíl získání ostatků. Na kampani za repatriaci ostatků se dlouhodobě podílí Kohenova rodina, konkrétně bratři Abraham a Maurice, manželka Nadja a dcera Sofie. Počátkem roku 2013 se v souvislosti s probíhající občanskou válkou v Sýrii objevila informace v arabském deníku Al Quds Al Arabi tvrdící, že Izrael tajně jedná s představiteli syrské opozice o zajištění ostatků Eli Kohena.
Poté, co v prosinci 2024 došlo v Sýrii ke svržení Asadova režimu, objevily se na sociálních sítích spekulace, podle kterých měly být Kohenovy ostatky dopraveny do Izraele k pohřbení. Podle izraelských bezpečnostních činitelů se ale tyto zvěsti nezakládají na pravdě.

## Památka

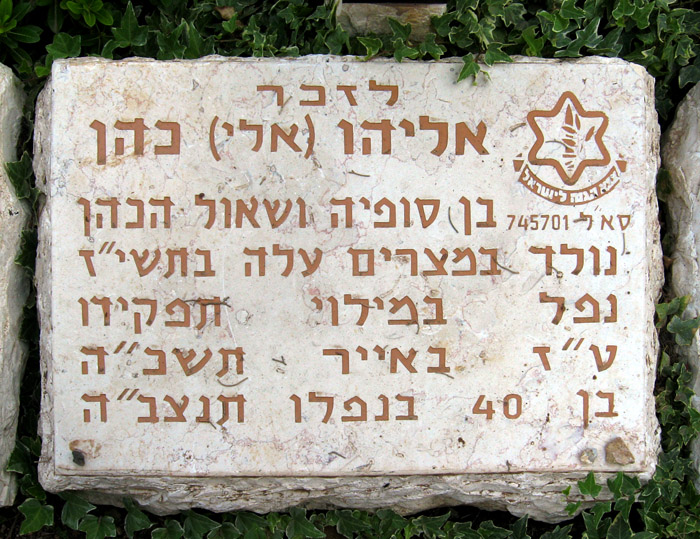
Symbolický Kohenův náhrobek na Herzlově hoře v Jeruzalémě

Eli Kohen je dodnes v Izraeli uctíván jako národní hrdina, neboť přispěl k izraelskému vítězství v šestidenní válce. Na jeho počest byly v Izraeli pojmenovány ulice a městské parky. O jeho životě pojednává několik biografií, a to mimo jiné Our Man in Damascus: Elie Cohn („Náš muž v Damašku: Eli Kohen“) od Eli Ben-Chanana, The Shattered Silence („Zdrcující ticho“) od Cvi Aldubiho a Jerrolda Ballingera, The Spy From Israel („Špion z Izraele“) od Bena Dana, Eli Cohen: Le combattant de Damas („Eli Kohen: Bojovník z Damašku“) od Jacquese Merciera.
Jeho jméno je uvedeno v Mezinárodním muzeu špionáže ve Washingtonu D.C. V prosinci 1982 byla na jeho počest vydána poštovní známka o nominální hodnotě 3 šekelů, a to v rámci série známek věnovaných dvaceti „mučedníkům boje za izraelskou nezávislost“.
Místo Kohenova hrobu není známé, má však symbolický náhrobek v zahradě pohřešovaných vojáků (גן הנעדרים‎) na národním hřbitově na Herzlově hoře v Jeruzalémě.
V roce 2005 byl v internetové soutěži 200 největších Izraelců deníku Ynet zvolen 26. největším Izraelcem všech dob.

## Kulturní odkazy
- V roce 1987 byl jeho příběh zfilmován v britském televizním snímku The Impossible Spy režiséra Jima Goddarda. Postavu Kohena v něm ztvárnil americký herec John Shea.[25]
- V roce 2019 natočila podle jeho osudů produkční společnost Netflix ve spolupráci se společnostmi Canal + a Legend Films šestidílný televizní seriál The Spy. Seriál podle svého vlastního scénáře režíroval Gideon Raff, postavu Kohena ztvárnil Sacha Baron Cohen.[26]